# マイルス・スマイルズ
『マイルス・スマイルズ』（Miles Smiles）は、アメリカ合衆国のジャズ・ミュージシャン、マイルス・デイヴィスが1966年に録音・1967年に発表したスタジオ・アルバム。

## 背景
ウェイン・ショーター（1964年加入）を迎えたクインテットによるスタジオ・アルバムとしては、『E.S.P.』（1965年録音・発表）以来の2作目に当たる。「フットプリンツ」は、ショーターのリーダー・アルバム『アダムス・アップル』（1966年2月録音）収録曲の再演で、デイヴィスのクインテットのライヴでもセットリスト入りした。デイヴィスのオリジナル曲「サークル」は、アルバム『サムデイ・マイ・プリンス・ウィル・カム』（1961年録音）収録曲「ドラッド・ドッグ」のコード進行が元になっており、ハービー・ハンコックによれば、デイヴィスは「ドラッド・ドッグ」のコード譜を持参し、原曲とは異なるコード進行の部分に関しては、デイヴィス自身がコード譜を指さしながら指示するというプロセスで作曲されたという。
「フリーダム・ジャズ・ダンス」はエディ・ハリスのカヴァーで、ロン・カーターは、ハリスによるオリジナル・ヴァージョンでもサイドマンを務めていた。「ジンジャーブレッド・ボーイ」は、ジミー・ヒースがアルバム『オン・ザ・トレイル』（1964年録音）で発表した曲のカヴァーで、デイヴィスは1966年頃より、この曲をライヴで演奏していた。

## 反響・評価
アメリカでは、総合アルバム・チャートのBillboard 200入りは果たせなかったが、ビルボードのジャズ・アルバム・チャートでは6位に達した。第10回グラミー賞では、最優秀インストゥルメンタル・ジャズ・パフォーマンス賞（小編成グループ）にノミネートされた。
Stephen Thomas Erlewineはオールミュージックにおいて満点の5点を付け「集中力を要する音楽で、予測できる安直な方向には決して進んでいかない。何より素晴らしいのは、こうした冒険性が、表面的には温かく親しみやすい音楽となっていることだ」「このクインテット全員の力量が満開となっており、本作は恐らく、彼らの最高の姿を捉えている」と評している。

## 収録曲
特記なき楽曲はウェイン・ショーター作。
1. オービッツ - "Orbits" - 4:39
2. サークル - "Circle" (Miles Davis) - 5:54
3. フットプリンツ - "Footprints" - 9:49
4. ドロレス - "Dolores" - 6:22
5. フリーダム・ジャズ・ダンス - "Freedom Jazz Dance" (Eddie Harris) - 7:16
6. ジンジャーブレッド・ボーイ - "Gingerbread Boy" (Jimmy Heath) - 7:44

## 参加ミュージシャン
- マイルス・デイヴィス - トランペット
- ウェイン・ショーター - テナー・サクソフォーン
- ハービー・ハンコック - ピアノ
- ロン・カーター - ベース
- トニー・ウィリアムス - ドラムス